# Lamborghini 350 GTV
Lamborghini 350 GTV – pierwszy samochód sportowy firmy Automobili Lamborghini.

## Historia
Historia powstania tego samochodu jest ściśle związana z powstaniem samej firmy Lamborghini. Ferrucio Lamborghini był posiadaczem Ferrari, jednakże jego zdaniem nie był to samochód doskonały. Chciał przekazać Enzo Ferrariemu kilka uwag, jednakże z uwagi na to, że był producentem ciągników rolniczych, jego spostrzeżenia nie zostały wzięte pod rozwagę. Ferruccio dysponował majątkiem który umożliwił mu otworzenie własnego zakładu produkcyjnego. Zatrudniając najlepszych specjalistów z Ferrari już po roku zademonstrował model 350 GT. Było to wejściem smoka w ten segment rynku motoryzacyjnego.

## Konstrukcja
Nadwozie 350 GTV zaprojektował Franco Scaglione, stylista Bertone. Wielu ekspertów twierdzi, że linia nadwozia 350 GTV jest niepowtarzalna. Charakterystyczne elementy to np. dwa przetłoczenia poprowadzone na krawędziach samochodu. Z nakreślonej jednym pociągnięciem ołówka linii bocznej wyrasta przeszklona kabina, która płynnie schodzi ku tyłowi. Długa maska została ozdobiona chromowaną płetwą, co przywodzi na myśl Bugatti Atlantic. Chromowane są także zderzaki, obramowania szyb i wiele innych detali. Na uwagę zasługują przednie światła, otwierane ruchem obrotowym. Tył jest kanciasty, wysoko zadarty z sześcioma rurami wydechowymi. Do nadwozia wkomponowano koła rozmiaru 205/70 ZR 15 z 72-szprychowymi felgami rozmiaru 15". Wnętrze samochodu zaprojektowano dla dwóch osób. Jest wykonane z niezwykłą precyzją i elegancją. Koło kierownicy z drewna orzechowego i skórzana tapicerka były rzadkością w tamtym okresie.
Firma Lamborghini nie dysponowała w tamtym czasie odpowiednimi możliwościami produkcyjnymi, dlatego wykonanie większości podzespołów zlecono firmom zewnętrznym. Nadwozie wykonała firma Sargiotto z Turynu. Strukturę nośną stanowi przestrzenna rama spawana ze stalowych rurek, do której przymocowano aluminiowe i stalowe panele nadwozia.
350 GTV jak przystało na samochód z najwyższej półki został wyposażony w niezależne zawieszenie wszystkich kół z kolumnami McPhersona i drążkami stabilizującymi. Za skuteczne zatrzymywanie ważącego 1300 kg samochodu odpowiadają 4 wentylowane tarcze hamulcowe o średnicach 292 mm z przodu oraz 274 mm z tyłu.
Silnik został w całości zaprojektowany i zbudowany przez firmę Automobili Lamborghini, a szefem ekipy inżynierów był Giotto Bizzarrini. Stworzył on nowoczesny i udany motor, który z pewnymi modyfikacjami był używany przez niemal 15 lat.
Blok silnika odlano w całości z aluminium, podobnie jak głowice. Mechanicznie silnik sprawia wrażenie bardzo skomplikowanego. Ma 12 cylindrów, 24 zawory i dwa napędzane łańcuchami wałki rozrządu w każdej głowicy. Nie było w nim żadnej elektroniki, natomiast innowacją techniczną było zastosowanie suchej miski olejowej.
Pierwsze, próbne uruchomienie nowego silnika nastąpiło 15 maja 1963 roku, rezultat pomiaru na hamowni wynosił 255 kW (347 KM) przy 8000 obr./min. Jednak testy drogowe ujawniły problemy z przegrzewaniem się, dlatego też w późniejszych modelach produkcyjnych moc została znacznie zredukowana.
Skrzynia biegów została wykonana przez firmę ZF, która stworzyła także przekładnię kierowniczą. 5-biegowa, w pełni zsynchronizowana przekładnia przekazywała moment obrotowy na tylne koła.
Samochód składano w hali Lamborghini Trattori. Tu pojawił się pewien problem. Nadwozie wykonywała firma z Turynu i w ich plany wkradł się błąd. Otóż po zamontowaniu silnika okazało się, że nie można domknąć pokrywy. Takie rzeczy w fazie prototypu mogą się zdarzyć, ale wkrótce samochód miał być pokazany na wystawie w Turynie. Dlatego też w Turynie wystawiono samochód bez silnika, a jego przód obciążono cegłami. Nikt nie zauważył oszustwa. Przeciwnie, 350 GTV spodobał się publiczności.
350 GTV to prototyp, który nie trafił do produkcji, ale odegrał ważną rolę w procesie testowania nowego silnika, a także zademonstrował potencjał firmy.
350 GTV powstał tylko w jednym egzemplarzu. Oryginalnie był pomalowany na grafitowy kolor, a wnętrze było wykończone czarną skórą. Obecnie samochód został odrestaurowany, pomalowano go na kolor zielony a wnętrze wykończono jasna skórą. Samochód jest w pełni sprawny, można go rozpędzić do 280 km/h. Obecnie 350 GTV znajduje się w Muzeum Lamborghini.

## Dane techniczne Lamborghini 350 GTV
| Marka i model                 | Lamborghini 350 GTV                  |
| Zaprezentowany                | 1963                                 |
| Wymiary, masy i pojemności    |                                      |
| Długość                       | 4370 mm                              |
| Szerokość                     | 1760 mm                              |
| Wysokość                      | 1050 mm                              |
| Rozstaw osi                   | 2450 mm                              |
| Masa (kg)                     | 1292 kg                              |
| Rozkład masy (Przód/Tył)      | 44% / 56%                            |
| Stosunek masy do mocy (kg/KM) | 3,73 kg/KM                           |
| Pojemność zbiornika paliwa    | 90 l                                 |
| Pojemność bagażnika           | 140 l                                |
| Opony                         | Pirelli Cinturato                    |
| Rozmiar opon                  | 205/70 ZR 15                         |
| Średnica tarcz ham. (p/t)     | 292 mm / 274 mm                      |
| Średnica zawracania           | 13 m                                 |
| Silnik i przeniesienie napędu |                                      |
| Napęd                         | na tył                               |
| Typ silnika                   | V12 24v                              |
| Pojemność skok.               | 3497 cm³                             |
| Skrzynia biegów (M/A)         | 5-biegowa (M)                        |
| Moc                           | 264 kW (360 KM) przy 8000 obr / min. |
| Moment obrotowy               | 326 Nm przy 6000 obr / min.          |
| Osiągi                        |                                      |
| 0-100km/h                     | 6,7 s                                |
| 0-1000m                       | 24,8 s                               |
| Śr. zużycie paliwa            | 16 l                                 |
| Prędkość maksymalna           | 280 km/h                             |
| ----------------------------- | ------------------------------------ |